# Les Péniches à Billancourt
Les Péniches à Billancourt est une peinture d'Alfred Sisley faisant partie de la collection du musée de l'Ermitage à Saint-Pétersbourg. 

## Description

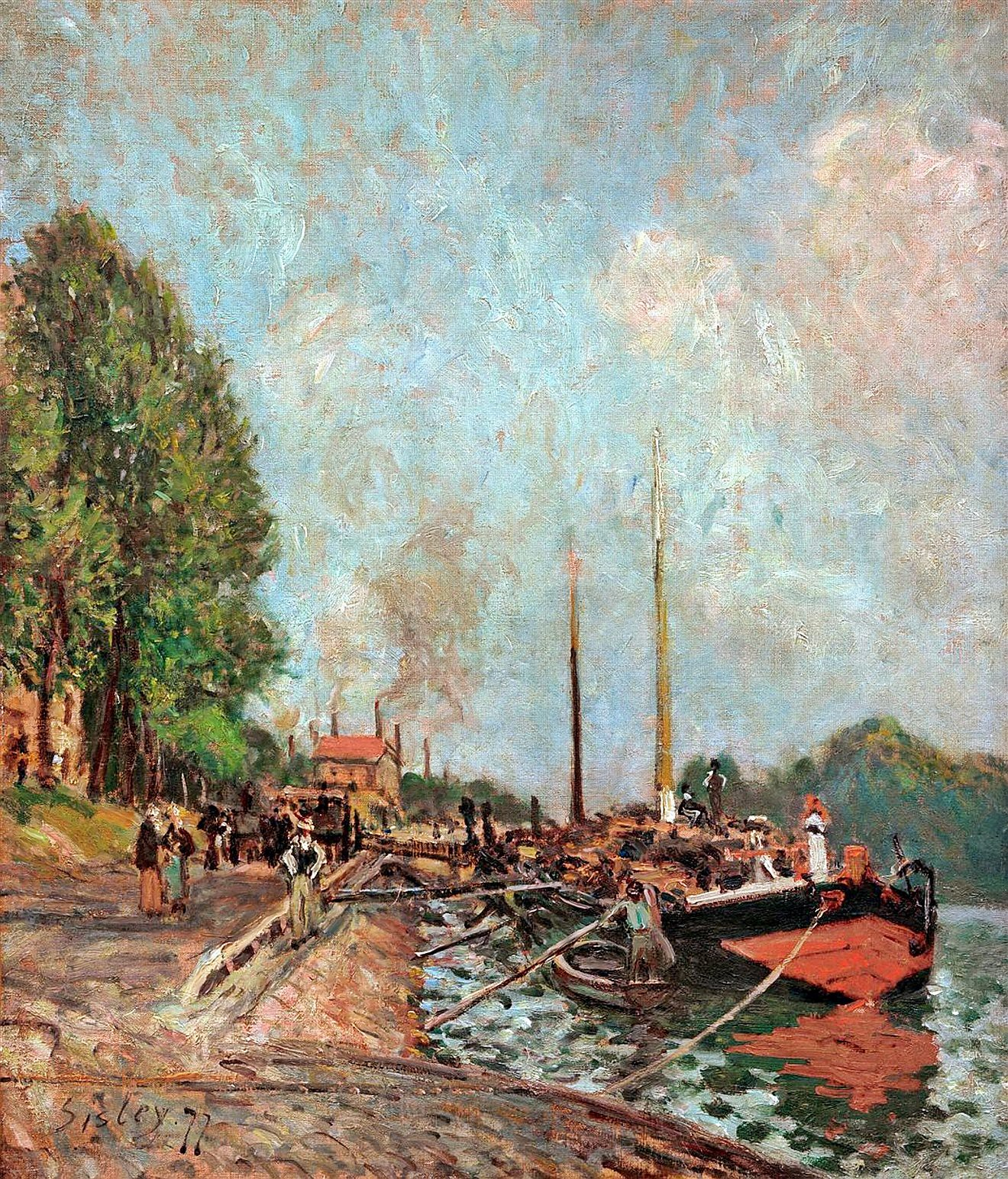
Alfred Sisley, Le déchargement des péniches à Billancourt », 46 x 38 cm, Musée des beaux-arts de Belgrade.

Boulogne-Billancourt - une zone industrielle moderne de Paris, était dans la seconde moitié du XIXe siècle, un petit village de banlieue, dont l'expansion a commencé avec la construction d'un pont ferroviaire sur la Seine, reliant Billancourt au village de Passy sur la rive opposée. Dans les années 1877-1879, Sisley a souvent travaillé ici en plein air. 
Le tableau a été peint en 1877, des barges amarrées au rivage sont représentées, des cheminées fumantes de l'usine de Passy sont visibles au loin, le ciel est couvert de nuages denses. 
La même année, Sisley a peint une version similaire de cette toile, intitulée « Le déchargement des péniches à Billancourt », 46 x 38 cm (Daulte 276), conservée à Belgrade au Musée national de Serbie.

## Historique
Le tableau a été acheté par la duchesse de Scholn, puis a changé plusieurs fois de propriétaires et a été exposé à plusieurs reprises dans diverses expositions, puis il a été acquis par le célèbre collectionneur allemand Otto Krebs pour 8 000 mark en 1923 à la Galerie Arnold (de). 
Après la Seconde Guerre mondiale, il a été saisi en 1949 par les troupes soviétiques menées par Vassili Tchouïkov et envoyé en URSS à titre de réparations de guerre ; pendant longtemps il a été stocké dans les magasins du musée de l'Ermitage et n'a été montré au public qu'en 1995 à l'exposition des Spoliation des œuvres d'art pendant la Guerre. 
Depuis 2001, il est exposé en permanence à l'Ermitage et depuis fin 2014, dans le bâtiment de l'état-major (hall 406, ou Hall Alfred Sisley et Camille Pissarro).